# Nessum
Nessum ist eine Kommunikationstechnologie, die in einer Vielzahl von Medien, einschließlich drahtgebundener, drahtloser und Unterwassermedien, unter Verwendung hoher Frequenzen (kHz bis MHz-Bänder) eingesetzt werden kann. Es ist als IEEE P1901c standardisiert.

## Überblick
Nessum hat zwei Arten der Kommunikation: kabelgebundene (Nessum WIRE) und drahtlose (Nessum AIR).

### Kabelgebundene Kommunikation
Nessum WIRE kann für verschiedene Arten von Leitungen wie Stromleitungen, Twisted-Pair-Leitungen, Koaxialkabel-Leitungen und Telefonleitungen verwendet werden. Die Kommunikationsdistanz kann je nach Anwendungsfall zwischen einigen Metern und mehreren Kilometern liegen. Außerdem ist bei Verwendung einer automatischen Relaisfunktion namens Multi-Hop (ITU-T G.9905) eine maximale Relaisstufe von 10 möglich. Mit einer maximalen physikalischen Geschwindigkeit von 1 Gbps und effektiven Geschwindigkeiten im Bereich von mehreren Mbps bis zu mehreren Dutzend Mbps wird diese Technologie verwendet, um die Kosten für den Netzwerkaufbau durch die Nutzung vorhandener Leitungen zu senken, um die Geschwindigkeit von drahtgebundenen Kommunikationsleitungen mit niedriger Geschwindigkeit zu erhöhen, um drahtlose Kommunikation zu ergänzen, wo sie nicht möglich ist, und um die Anzahl der Leitungen in Geräten zu reduzieren.

### Drahtlose Kommunikation
Kurzstreckenfunk namens Nessum AIR. Es verwendet Nahfeldkommunikation mit Magnetfeldern, und die Kommunikationsentfernung kann im Bereich von wenigen Zentimetern bis zu 100 Zentimetern gesteuert werden. Die maximale physikalische Geschwindigkeit beträgt 1 Gbps bei einer effektiven Geschwindigkeit von 100 Mbps.

## Technische Übersicht

### Physikalische Schicht (PHY)
Die physikalische Schicht verwendet Wavelet OFDM (Wavelet Orthogonal Frequency Division Multiplexing). Während in gewöhnlichen OFDM-Systemen ein Schutzintervall erforderlich ist, eliminiert das Wavelet OFDM-System das Schutzintervall und erhöht die Belegungsrate des Datenanteils, wodurch eine hohe Effizienz erzielt wird. Darüber hinaus wird aufgrund der Bandbreitenbeschränkung jedes Unterträgers der Pegel der Seitenbänder niedrig eingestellt, was die Bildung von spektralen Kerben erleichtert. Dies minimiert Interferenzen mit bestehenden Systemen und ermöglicht eine flexible Einhaltung der Frequenznutzungsbestimmungen. Darüber hinaus wird für jeden Unterträger Pulsamplitudenmodulation (PAM) verwendet, und die optimale Anzahl von Modulationsmultiebenen wird entsprechend den Bedingungen des Übertragungswegs eingestellt, wodurch die Übertragungseffizienz verbessert wird. Das verwendete Frequenzband kann aus standardisierten Mustern ausgewählt werden.

### Datenverbindungsschicht (MAC)
Die Datenverbindungsschicht verwaltet Quality of Service (QoS) und andere Steuerfunktionen mithilfe von Steuer帧 „Beacons“, die vom Elternteil regelmäßig an alle Terminals im Netzwerk gesendet werden. Die grundlegenden Medienzugriffsmethoden sind Carrier-Sense Multiple Access with Collision Avoidance (CSMA/CA) und Dynamic Virtual Token Passing (DVTP), die Terminals im Netzwerk dynamisch Übertragungsrechte zuweisen und Kollisionen vermeiden. Das System verwendet einen Kollisionsvermeidungsmechanismus.

## Geschichte
Diese Technologie basiert auf HD-PLC, einer Art Powerline-Kommunikation, die von Panasonic Anfang der 2000er Jahre entwickelt wurde. HD-PLC wurde damals für die Raum-zu-Raum-Übertragung von Fernsehbildern entwickelt, begann aber später nicht nur für Stromleitungen, sondern auch für Koaxialkabel und Twisted-Pair-Leitungen und sogar für drahtlose Kommunikation verwendet zu werden. Der Name „Powerline-Kommunikation“ entsprach nicht mehr der Realität. Im September 2023 änderte die Panasonic Holdings Corporation den Namen von HD-PLC in Nessum.[3] Im Oktober 2023 wurde die HD-PLC Alliance in Nessum Alliance umbenannt.